# 万昕
万昕（1896年—1994年8月13日），男，河南罗山人，中国营养学家，曾任中国生物化学会名誉理事，第四、五届全国政协委员。